# Unione montana Alta Val di Cecina
L'Unione montana Alta Val di Cecina è un'unione di comuni nella provincia di Pisa, comprende parte della valle del fiume Cecina. Ha sede a Pomarance nell'ottocentesco Palazzo de Larderel.
È stata istituita il 1º marzo 2009 successivamente allo scioglimento della Comunità montana Alta Val di Cecina.
È costituita dai comuni di:
- Pomarance
- Montecatini Val di Cecina
- Monteverdi Marittimo